# لری کلارک
لارنس دونالد کلارک (انگلیسی: Larry Clark؛ زادهٔ ۱۹ ژانویهٔ ۱۹۴۳) یک کارگردان، عکاس، و فیلم‌نامه‌نویس اهل ایالات متحده آمریکا است که بیشتر به خاطر فیلم نوجوانان جنجالی بچه‌ها (۱۹۹۵) و کتاب عکاسی‌اش تولسا (۱۹۷۱) شناخته می‌شود. او در آثارش در درجه اول روی جوانانی متمرکز است که به‌طور غیرقانونی درگیر مصرف غیرقانونی مواد مخدر، رابطه جنسی زیر سن قانونی و خشونت می‌شوند و بخشی از یک خرده فرهنگ خاص مانند موج‌سواری، خرده‌فرهنگ پانک یا اسکیت‌بردینگ هستند.

## اوایل زندگی
کلارک در تالسا، اکلاهما متولد شد. او عکاسی را از سنین پایین آموخت. مادرش یک عکاس دوره‌گرد بچه‌ها بود و پدرش مدیر فروش دوره‌گرد دفتر خدمات خوانندگان بود و کتاب‌ها و مجلات را خانه به خانه می‌فروخت و به ندرت خانه بود.
کلارک در سال ۱۹۶۴ برای پیدا کردن یک شغل آزاد به شهر نیویورک نقل مکان کرد، اما در عرض دو ماه به ارتش ایالات متحده فراخوانده شد. از سال ۱۹۶۴ تا ۱۹۶۵، او در جنگ ویتنام در واحدی خدمت کرد که مهمات را برای واحدهایی که در شمال می‌جنگیدند تأمین می‌کرد. او کتاب تولسا را از تجربیاتش با استفاده از عکس‌های مستند سیاه و سفید از مصرف مواد مخدر توسط دوستان جوانش در سال ۱۹۷۱ منتشر کرد.

## بخشی از فیلم‌شناسی
- بچه‌ها (۱۹۹۵)
- روزی دیگر در بهشت (۱۹۹۸)
- قلدر (۲۰۰۱)
- Teenage Caveman (۲۰۰۲, فیلم تلویزیونی)
- کن پارک (2002, کارگردانی به‌همراه ادوارد لاچمن)
- Wassup Rockers (۲۰۰۵)
- غیرممنوعه (۲۰۰۶, قسمت "Impaled")
- دختر اهل مارفا (۲۰۱۲)
- The Smell of Us (۲۰۱۴, فرانسه)
- دختر اهل مارفا ۲ (۲۰۱۸)[۴]